# 奥维尔 (安德尔省)
奥维尔（法語：Orville，法語發音：[ɔʁvil] ⓘ）是法国安德尔省的一个市镇，属于伊苏丹区。

## 地理
奥维尔（47°9'8"N, 1°47'28"E）面积9.35 平方千米，位于法国中央-卢瓦尔河谷大区安德尔省，该省份为法国中部省份，北起卢瓦-谢尔省，西北接安德尔-卢瓦尔省，西南接维埃纳省，南至克勒兹省和上维埃纳省，东临谢尔省。
与奥维尔接壤的市镇（或旧市镇、城区）包括：格拉赛、圣乌特里耶、昂茹安、巴涅、比克瑟伊、吉利、圣弗洛朗坦。

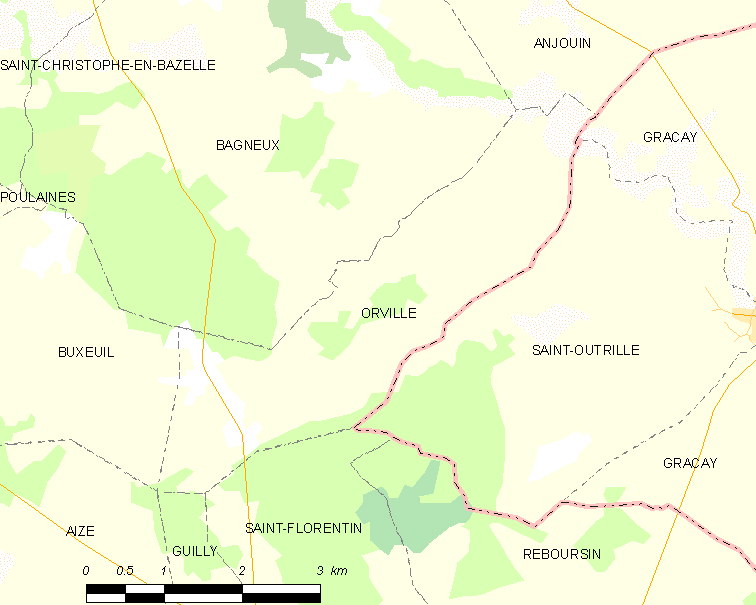
的OSM定位图

奥维尔的时区为UTC+01:00、UTC+02:00（夏令时）。

## 行政
奥维尔的邮政编码为36210，INSEE市镇编码为36147。

## 政治
奥维尔所属的省级选区为瓦朗赛县。

## 人口

1962-2008年间人口变化图示

奥维尔于2022年1月1日时的人口数量为141人。